# Четвёртое правительство Пуанкаре
Четвёртое правительство Пуанкаре́ — кабинет министров, правивший Францией с 23 июля 1926 года по 6 ноября 1928 года, в период Третьей французской республики, в следующем составе:
- Раймон Пуанкаре — председатель Совета министров и министр финансов;
- Аристид Бриан — министр иностранных дел;
- Поль Пенлеве — военный министр;
- Альбер Сарро — министр внутренних дел;
- Андре Фальер — министр труда, гигиены, благотворительности и условий социального обеспечения;
- Луи Барту — министр юстиции;
- Жорж Лейг — морской министр;
- Эдуар Эррио — министр общественного развития и искусств;
- Луи Марен — министр пенсий;
- Анри Кей — министр сельского хозяйства;
- Леон Перье — министр колоний;
- Андре Тардьё — министр общественных работ;
- Морис Бокановски — министр торговли и промышленности.

Изменения
- 1 июня 1928 — Луи Люшё наследует Фальеру как министр труда, гигиены, благотворительности и условий социального обеспечения.
- 14 сентября 1928 — Лоран Эйнак входит в министерство как министр авиации. Анри Шерон наследует Бокановски как министр торговли и промышленности, а также становится министром почт и телеграфов.